# Pavel Čáni
Pavel Čáni (* 19. června 1953, Kačarevo, Srbsko) je srbský malíř, grafik a pedagog.
Narodil se do učitelské rodiny a výtvarně nadání zdědil od otce spisovatele Pavla Čániho staršího. Nejprve se orientoval na studium v Trnavě na Slovensku, avšak roce 1974 se rozhodl studovat na Akademii umění v Novém Sadu. Pokračoval na postgraduálním studiu grafiky u profesora Marka Krsmanoviće v Bělehradě na Fakultě výtvarných umění.